# Antico Palazzo d'Estate

L'Antico Palazzo d'Estate (圓明園, pinyin: Yuánmíng Yuán) di Pechino (chiamato così per distinguerlo dal nuovo Palazzo d'Estate) è un complesso di palazzi e giardini, a 8 km a nord-ovest delle mura della c.d. "Città imperiale", andato quasi completamente distrutto nel 1860, durante la Seconda Guerra dell'oppio. È stato per lungo tempo adibito a reggia degli imperatori della dinastia Qing. 

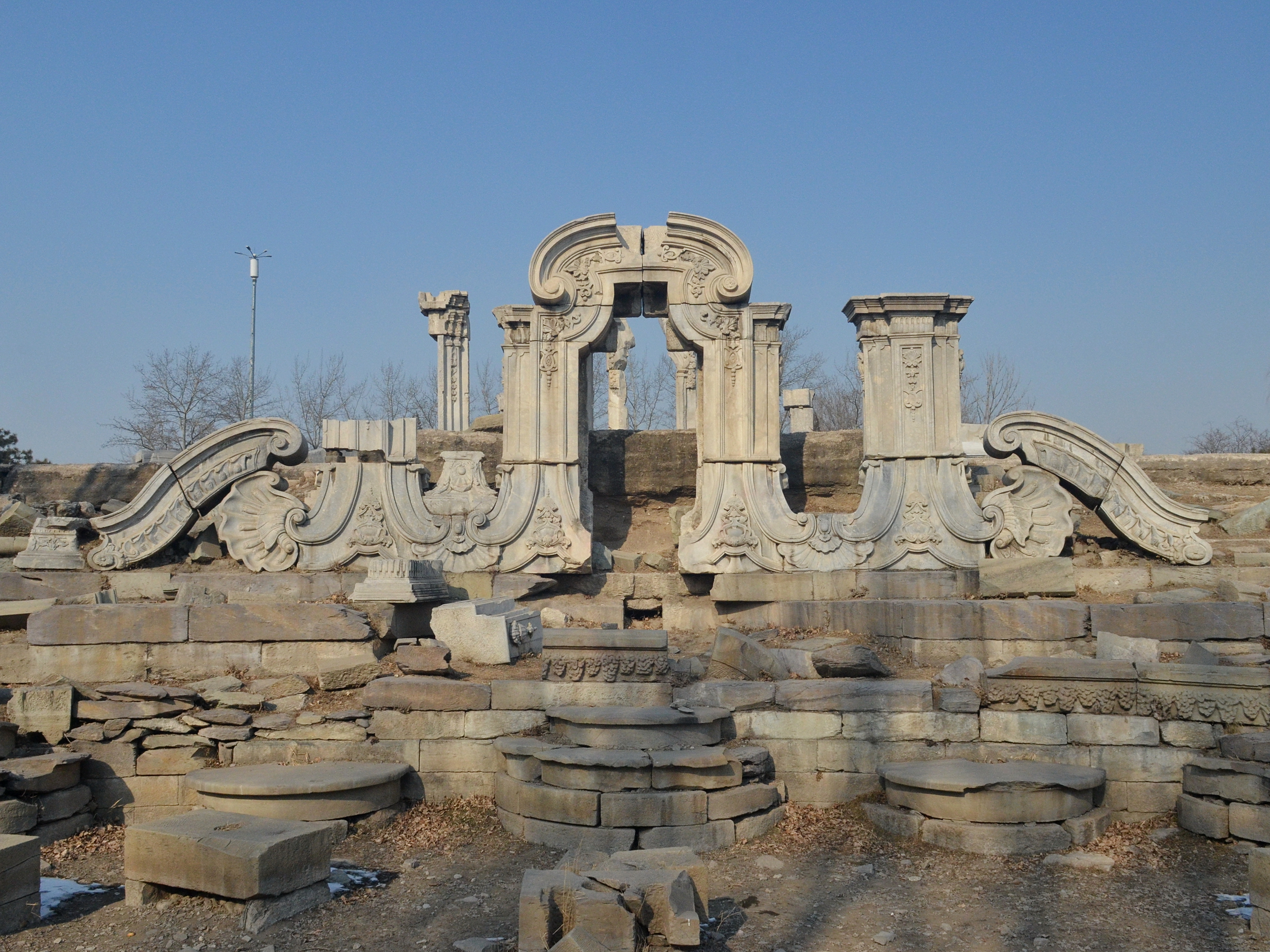
Rovine dell'Antico Palazzo d'Estate.

## Storia
I primi lavori iniziarono nel 1707, durante il regno di Kangxi. Nel 1725, sotto Yongzheng, i giardini imperiali furono notevolmente ampliati, con l'introduzione di un acquedotto per creare laghi e ruscelli. Durante il regno di Qianlong continua l'espansione del giardino.
Inizialmente chiamato "Giardini Imperiali" (cinese tradizionale: 御園; cinese semplificato:御园; pinyin: Yù Yuán), e conosciuto in Cina anche come “Giardini della perfetta Luminosità” (cinese tradizionale 圓明園; cinese semplificato: 圆明园; pinyin: Yuánmíng Yuán, da cui, soprattutto nella traslitterazione corrente riportata nelle guide turistiche: Yuanmingyuan), fu costruito nel XVIII secolo, come sede della corte; gli imperatori della dinastia Qing vi risiedevano e vi curavano gli interessi del governo, essendo la Città Proibita utilizzata solo per le cerimonie ufficiali.

## Descrizione

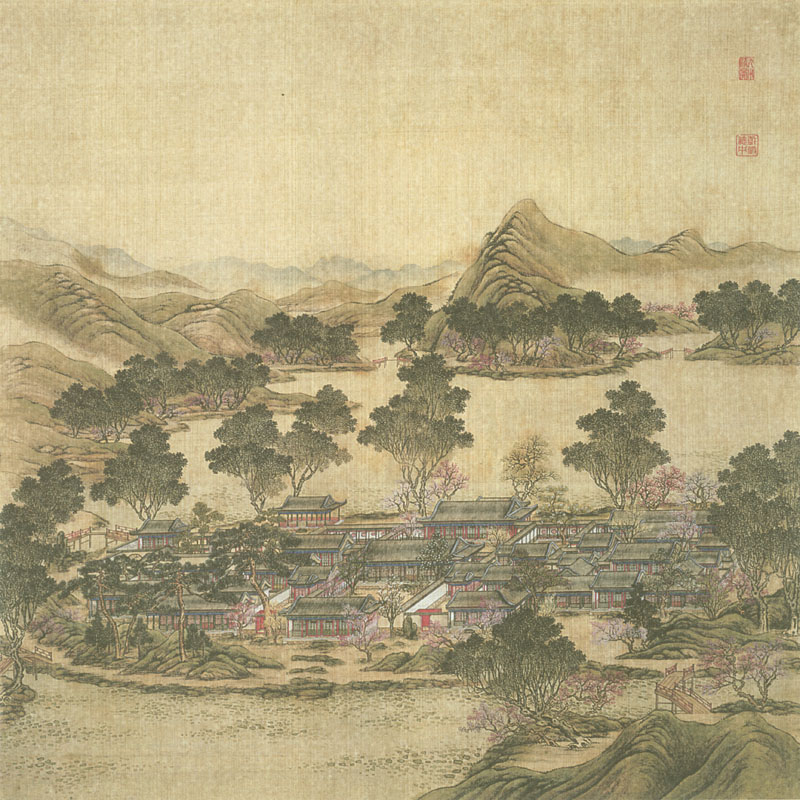
Wonderland on Fanghu Island

I giardini imperiali erano costituiti da:
- il giardino della perfetta luminosità
- il giardino di eterna primavera (cinese semplificato: 长春园; cinese tradizionale: 长春園; pinyin: Chángchūn Yuan)
- l'elegante giardino di primavera (cinese semplificato: 绮春园; cinese tradizionale: 綺春園; pinyin: Qǐchūn Yuán)

In esso vi erano centinaia di strutture come sale, padiglioni, templi, gallerie, giardini, laghi, ecc.
L'antico Palazzo d'Estate è spesso associato ai palazzi costruiti di pietra (contro la tradizione cinese che prediligeva le costruzioni in legno) secondo il gusto del rococò europeo. Tra i progettisti di queste strutture ci sono infatti i gesuiti Giuseppe Castiglione e Michel Benoist, che rispondevano al gusto di Qianlong per gli edifici e gli oggetti stranieri (in particolare dipinti, fontane e orologi). In realtà la superficie in stile europeo è ridotta, rispetto al totale.

## Missioni diplomatiche
Nell'antico palazzo d'estate fu ricevuta l'ambasciata olandese, guidata da Isaac Titsingh che arrivò a Pechino nel 1794-95 per le celebrazioni del sessantesimo anniversario di regno di Qianlong, insieme alla delegazione americana con Andreas Everardus van Braam Houckgeest ed a quella francese con Chrétien-Louis-Joseph de Guignes. Furono gli ultimi diplomatici europei ad ammirare lo splendore del Palazzo d'Estate prima della sua distruzione; l'incontro con la sfortunata missione diplomatica del britannico George Macartney del settembre 1793 era avvenuto infatti nella residenza estiva di Chengde.

## Distruzione

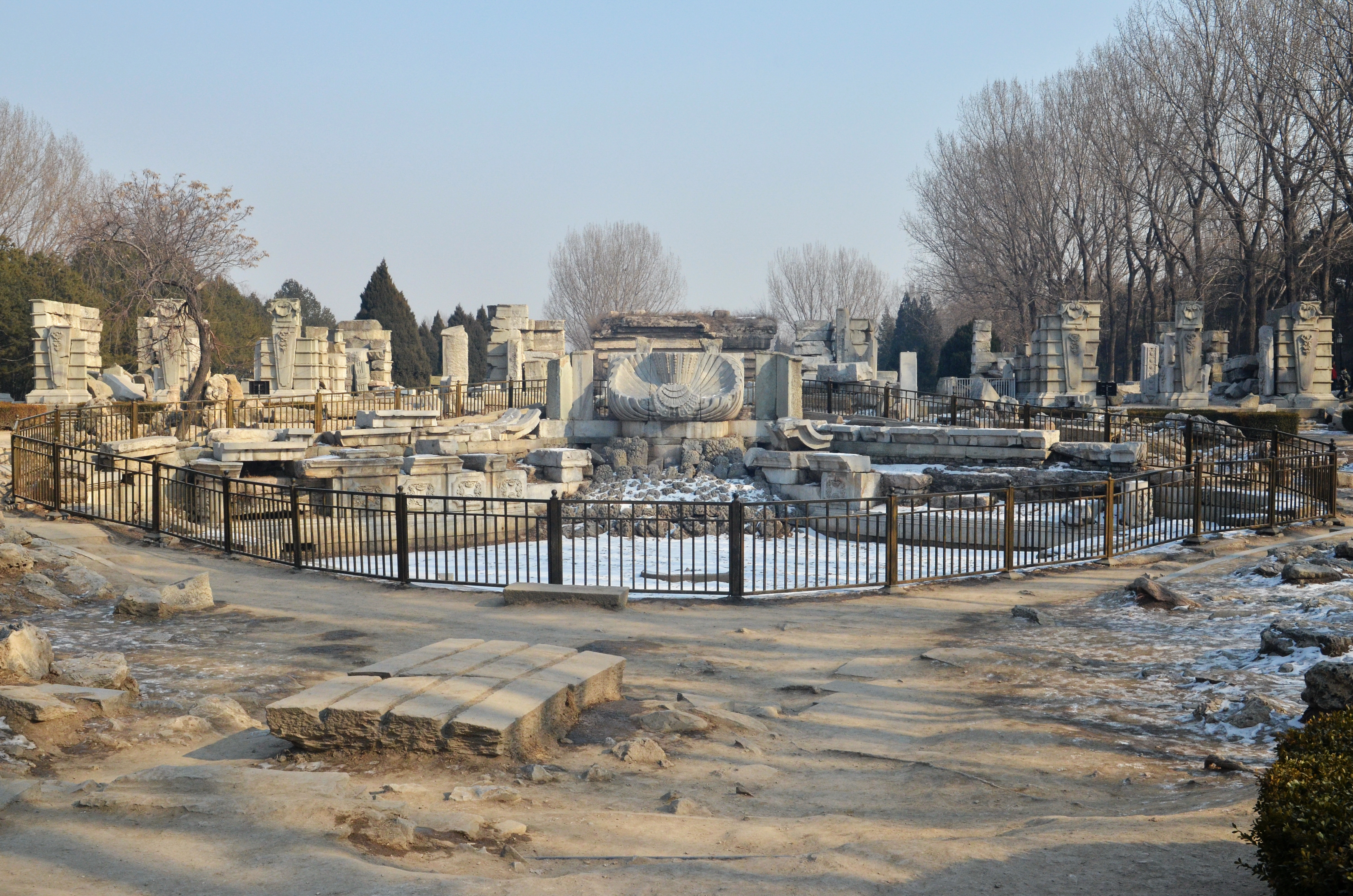

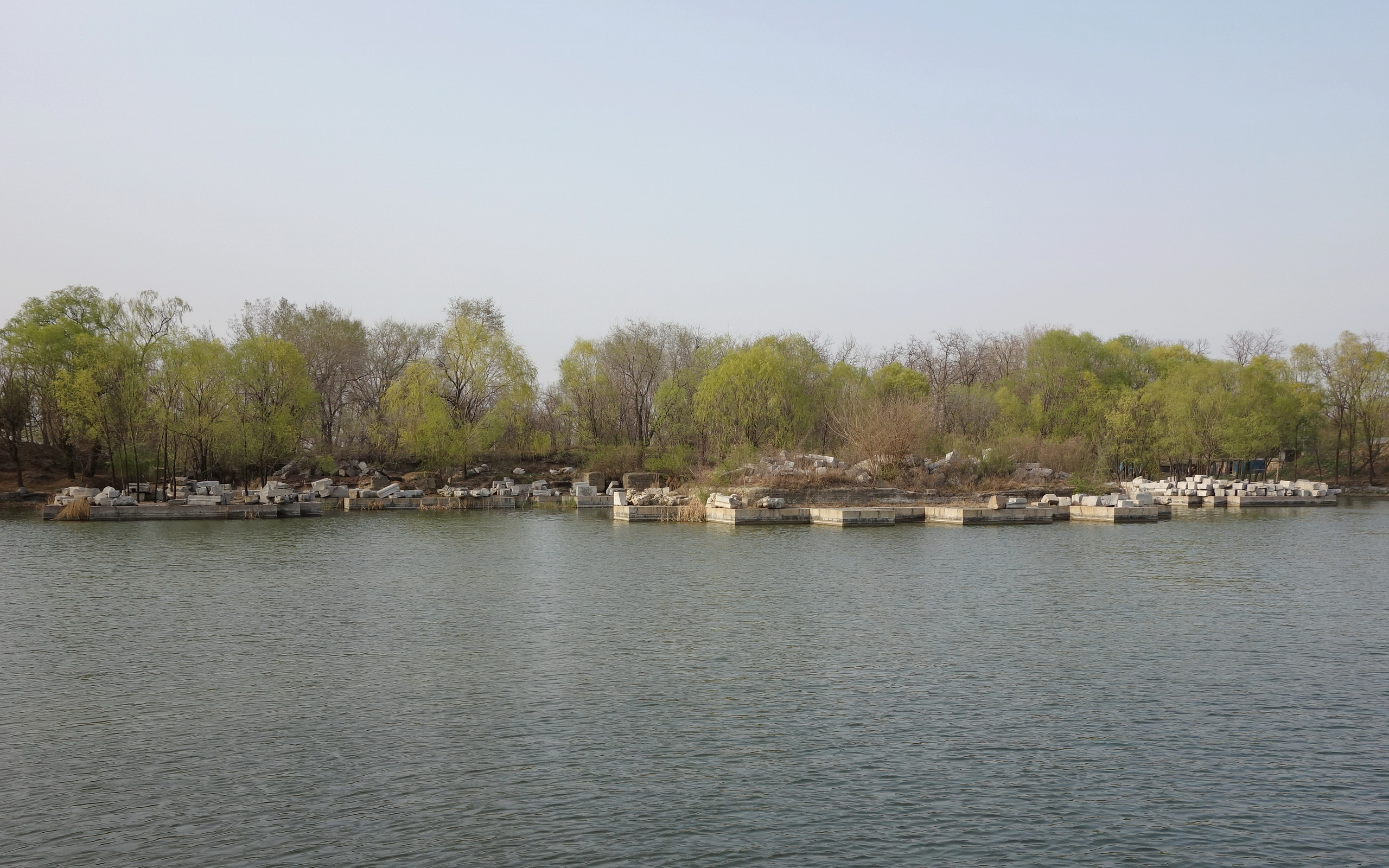
Wonderland on Fanghu Island

Il 18 ottobre 1860, durante la seconda guerra dell'oppio, Lord Elgin, allora Alto Commissario britannico in Cina, in ritorsione per l'uccisione di alcuni europei ed indiani fatti prigionieri, ordinò la distruzione del palazzo, messa in atto da circa 3.500 soldati, che bruciarono e saccheggiarono quasi interamente questa struttura.

### Saccheggio
Il saccheggio si concentrò sulle opere di porcellana e sulle suppellettili (inclusa una poltrona scambiata per "trono"), mentre fu trascurato il bronzo, ad eccezione della Fontana dello Zodiaco (Haiyantang; cinese: 海晏堂; pinyin: Haiyantang), con le sue dodici teste di animali. La Cina sta tentando di recuperare queste sculture.
Una seconda opera di distruzione avvenne nel 1900 durante la rivolta dei Boxer ad opera dei militari dell'Alleanza delle otto nazioni.
Dopo la distruzione, la corte imperiale si trasferì nella Città Proibita, dove è rimasta fino al 1924. L'imperatrice vedova Cixi proseguì la costruzione, con enorme dispendio di denaro precedentemente destinato alla costruzione di una moderna flotta militare ad imitazione di quella giapponese, del nuovo Palazzo d'Estate (颐和园, Yíhé Yuán: "Il Giardino dell'Armonia Curata"), mentre l'Antico Palazzo d'Estate non venne restaurato.

## Accesso
Come per la Città Proibita, il pubblico non era autorizzato ad accedere all'Antico Palazzo d'Estate, che era utilizzato esclusivamente dalla famiglia imperiale.
Oggi questa struttura, molto simile ad un grandissimo parco, è visitabile; all'interno vi sono ampi spazi, i laghi ed i resti delle costruzioni in pietra.

## Trasporti
- − stazione di Yuanmingyuan della linea 4 della metropolitana di Pechino

### Planimetrie e modelli

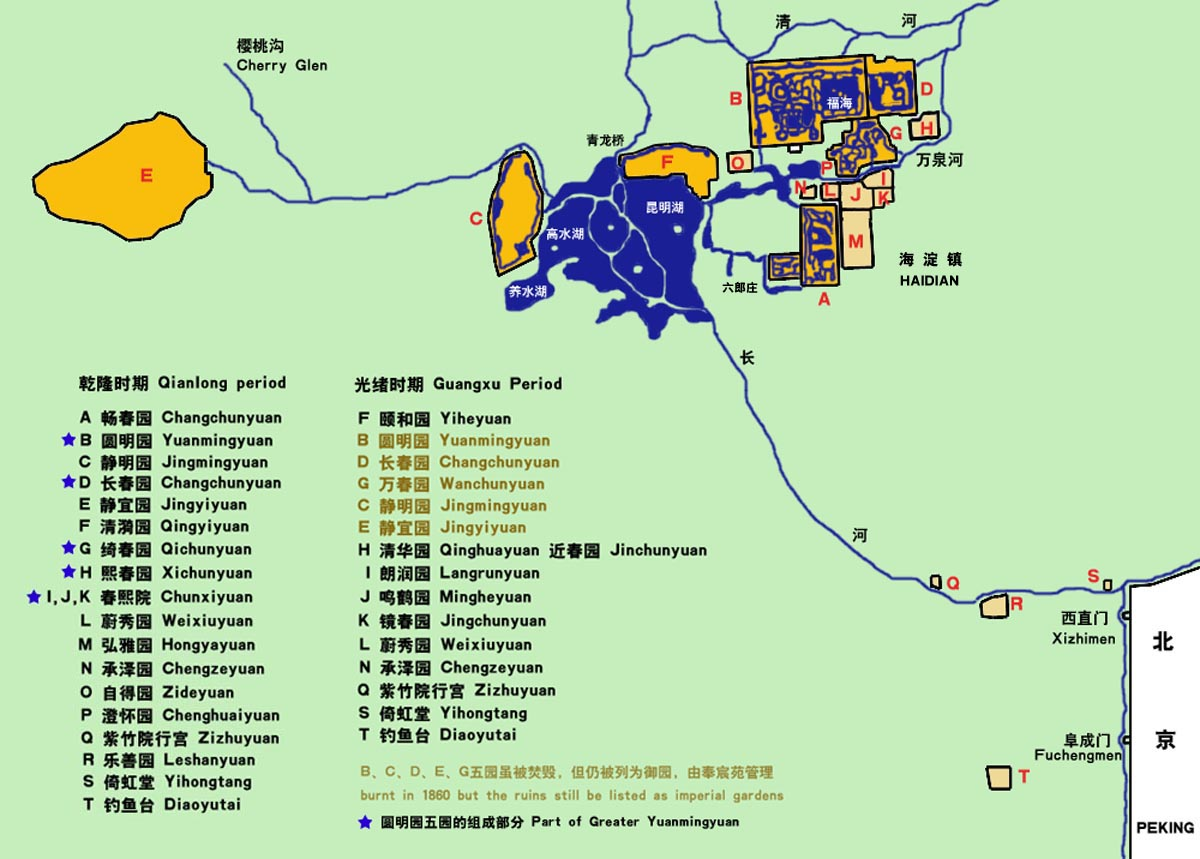
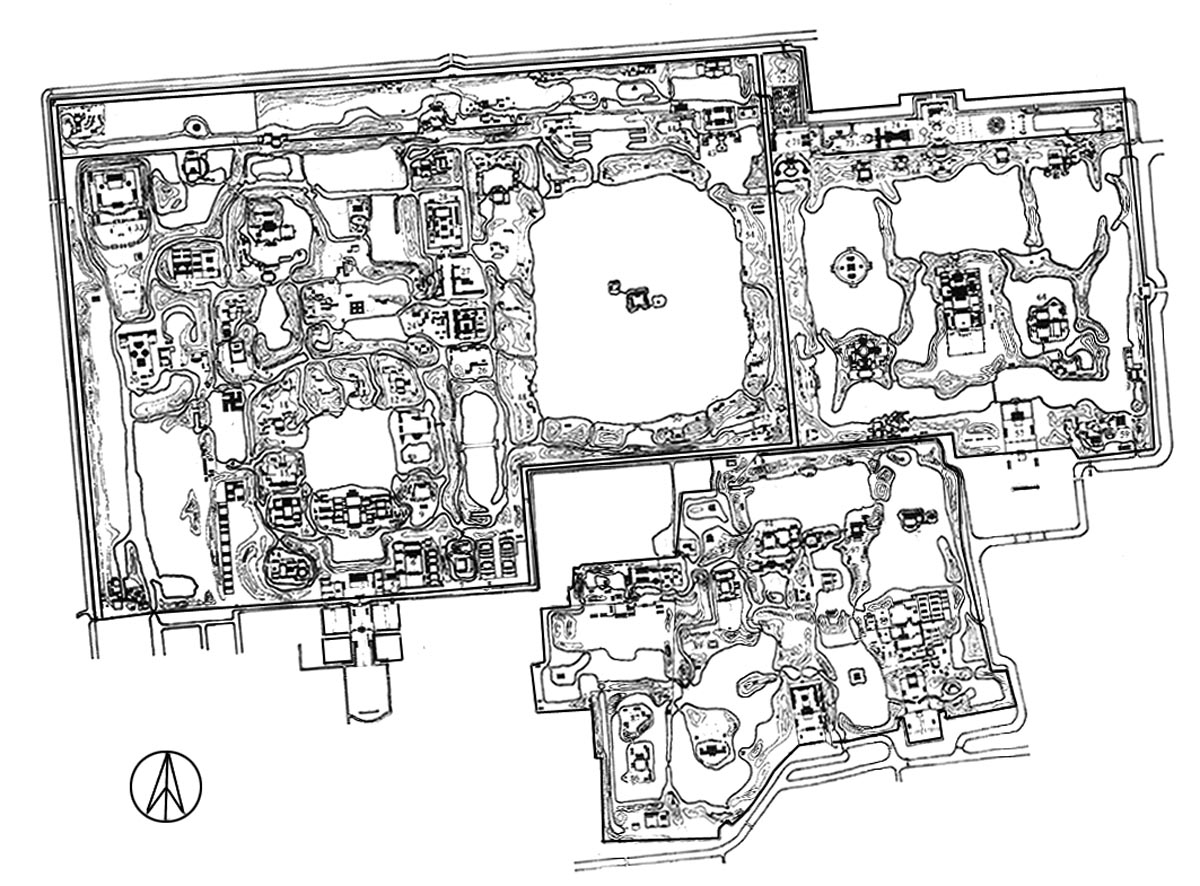
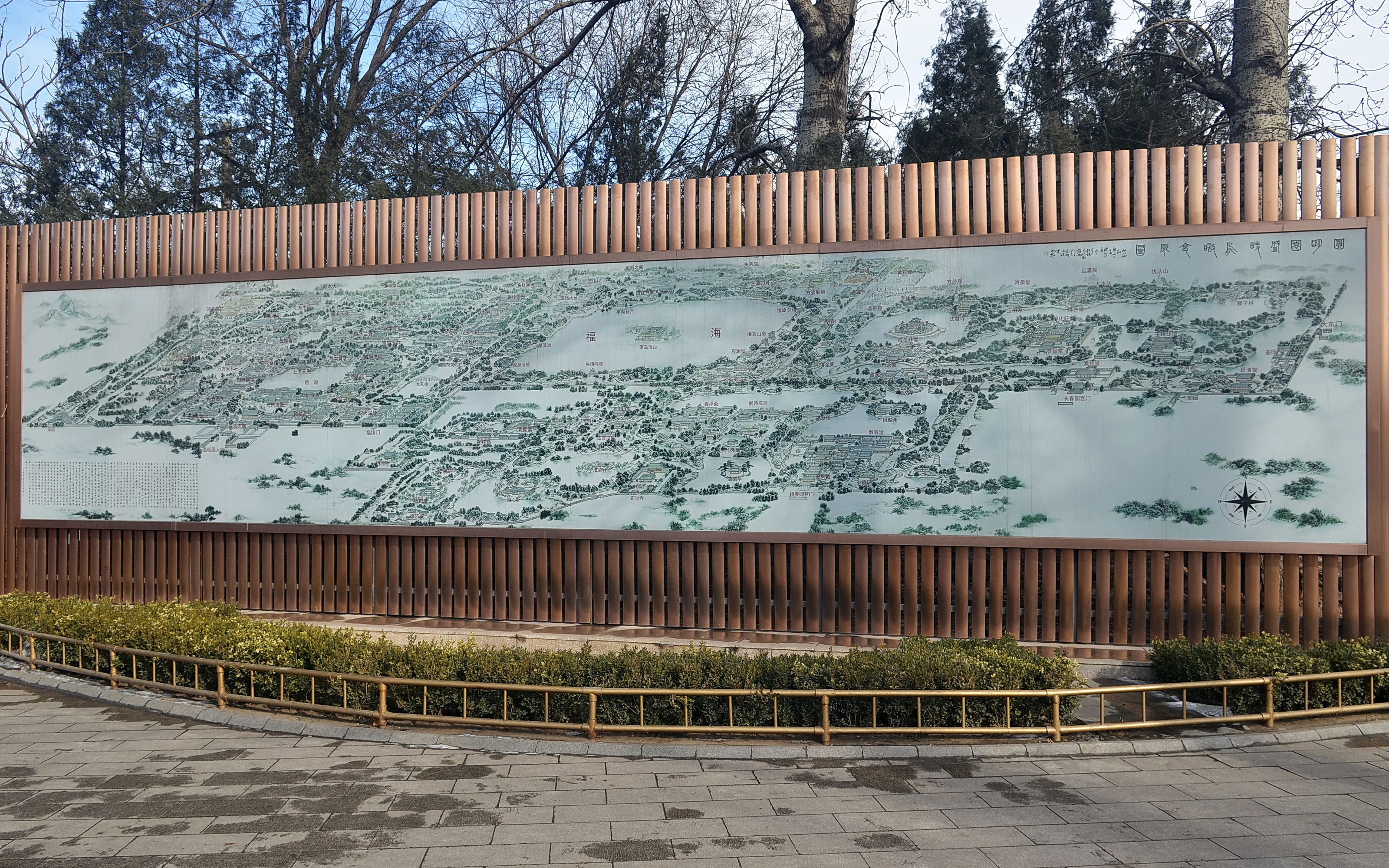
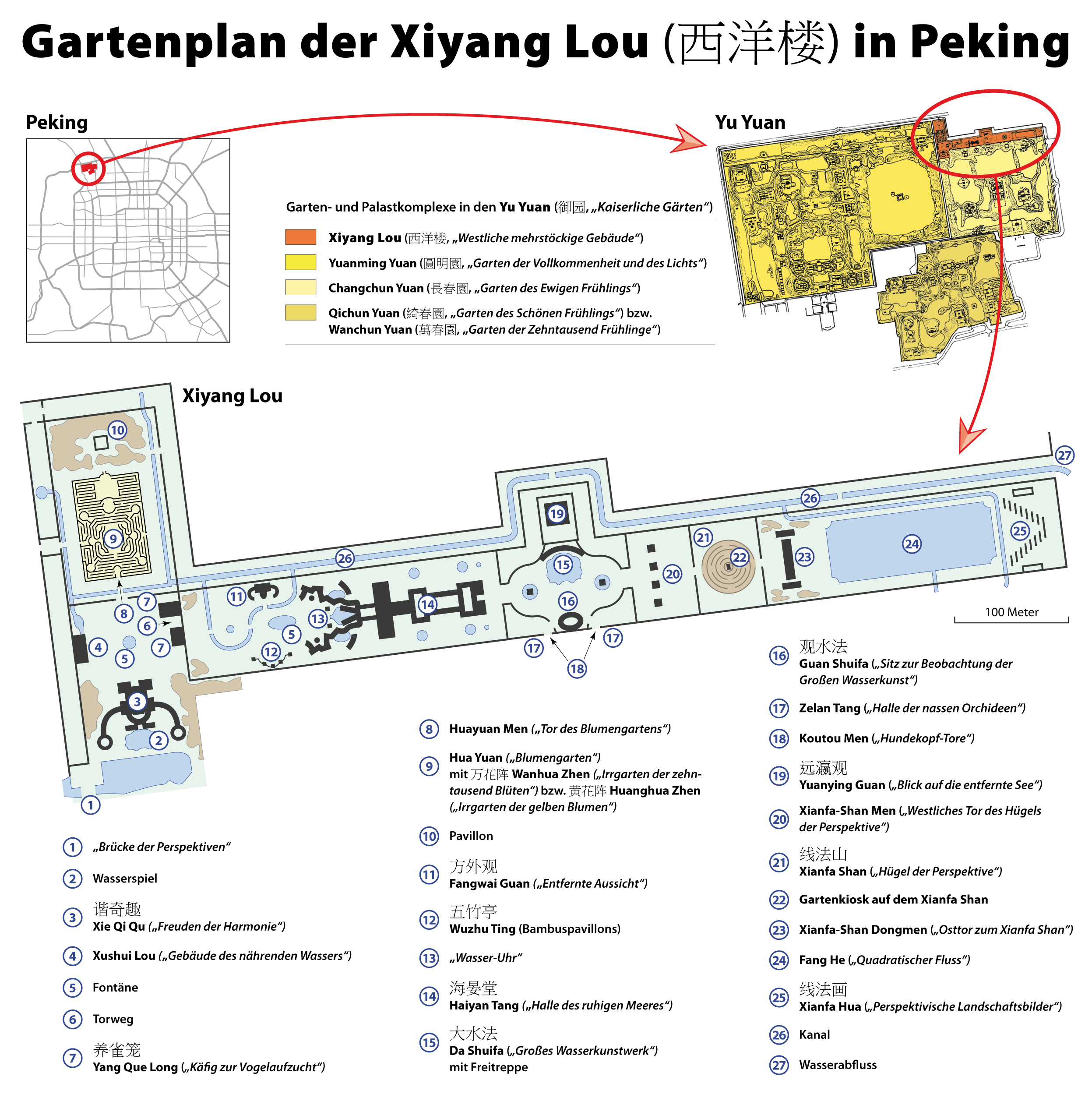

### Dipinti e riproduzioni

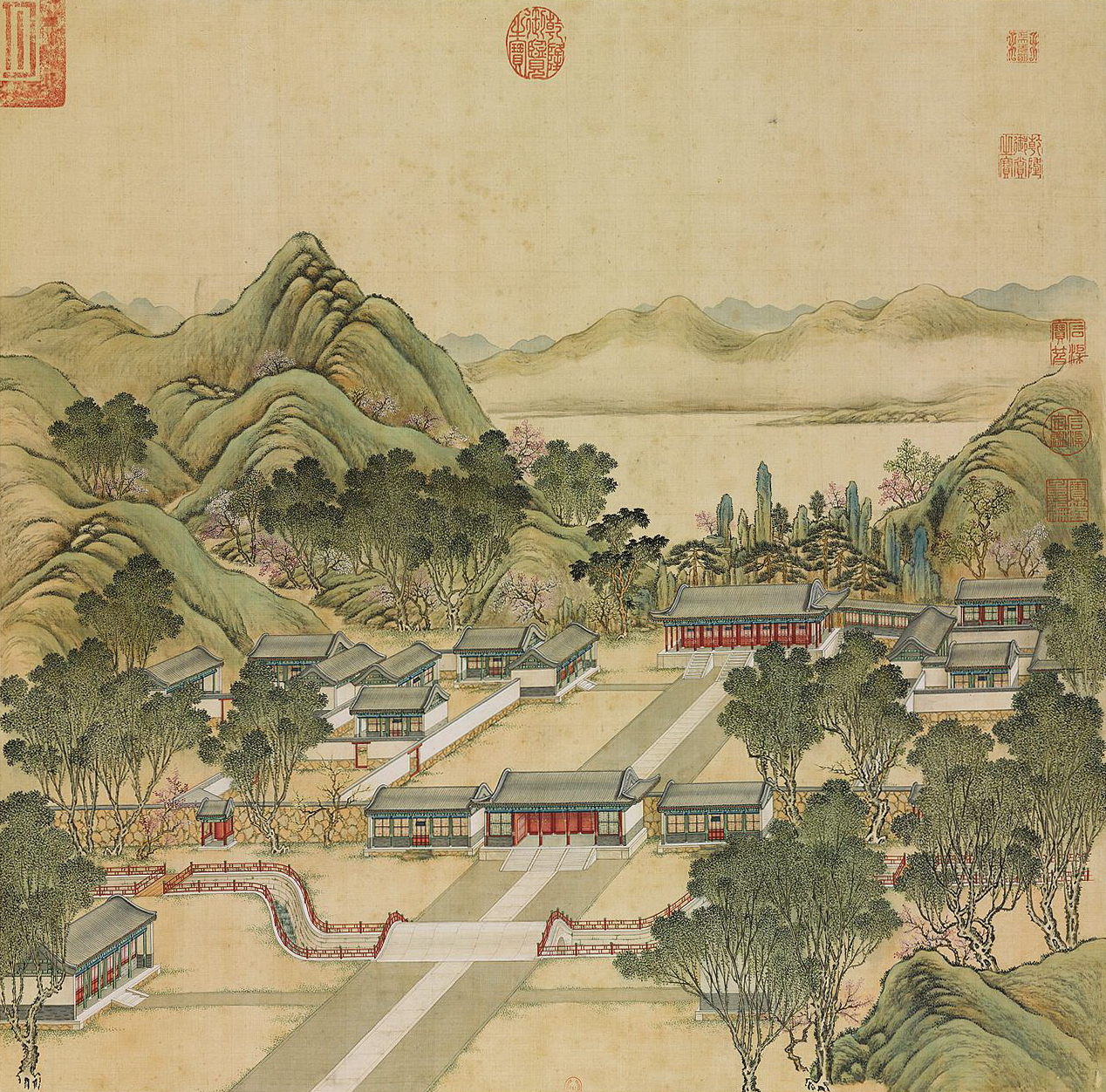
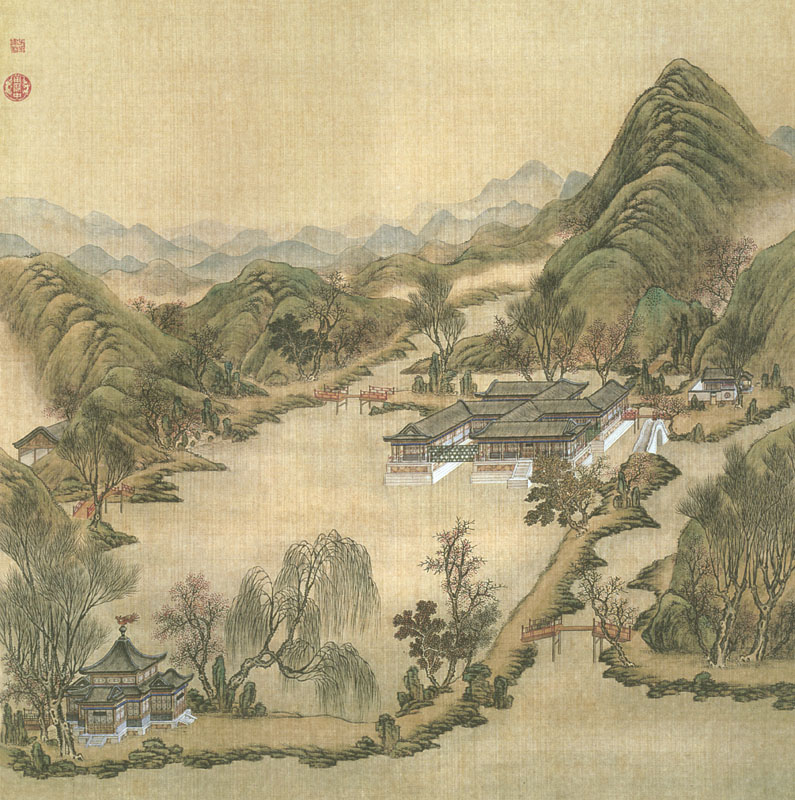
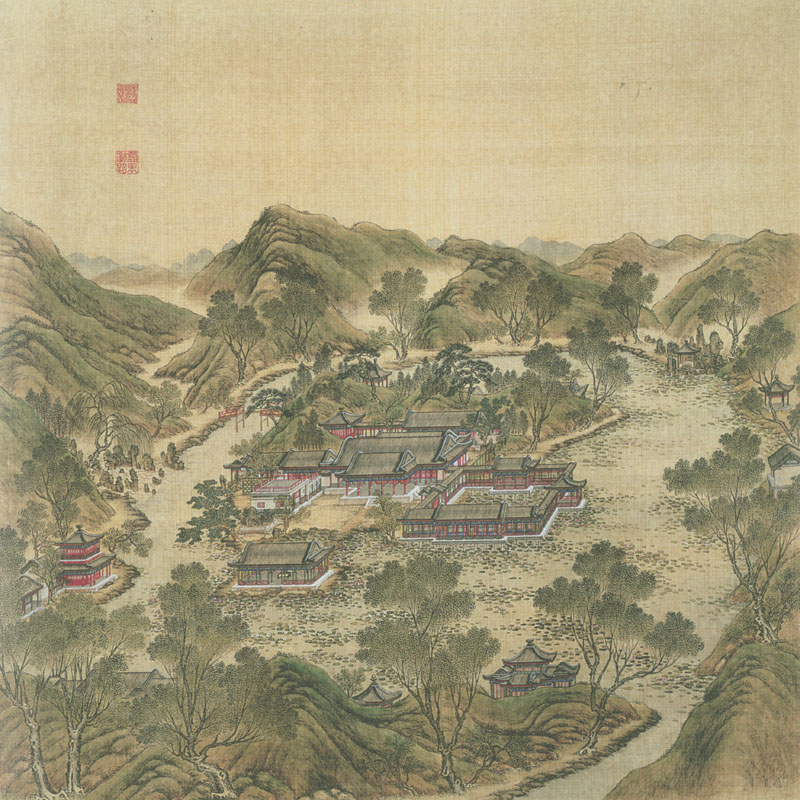
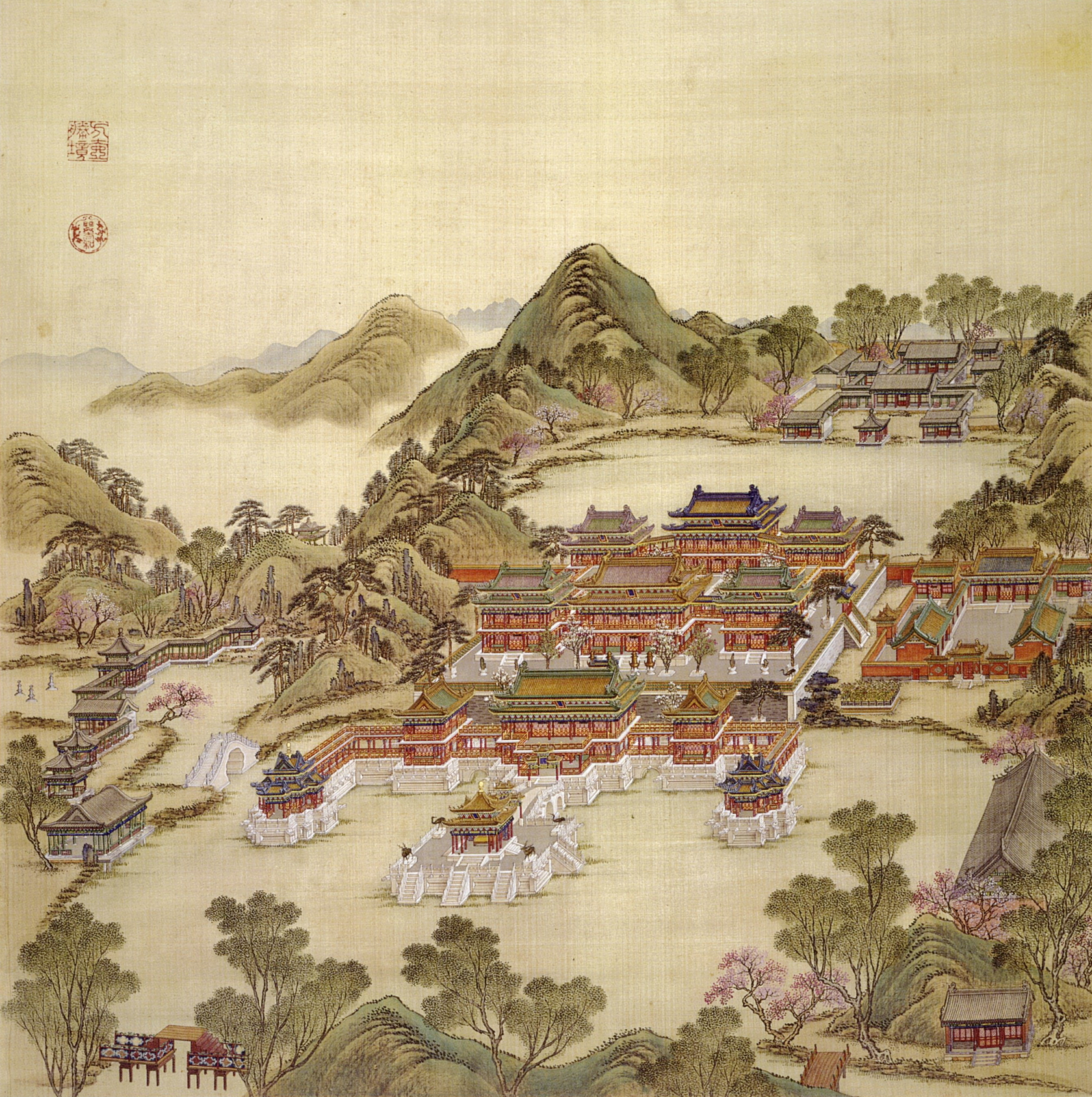
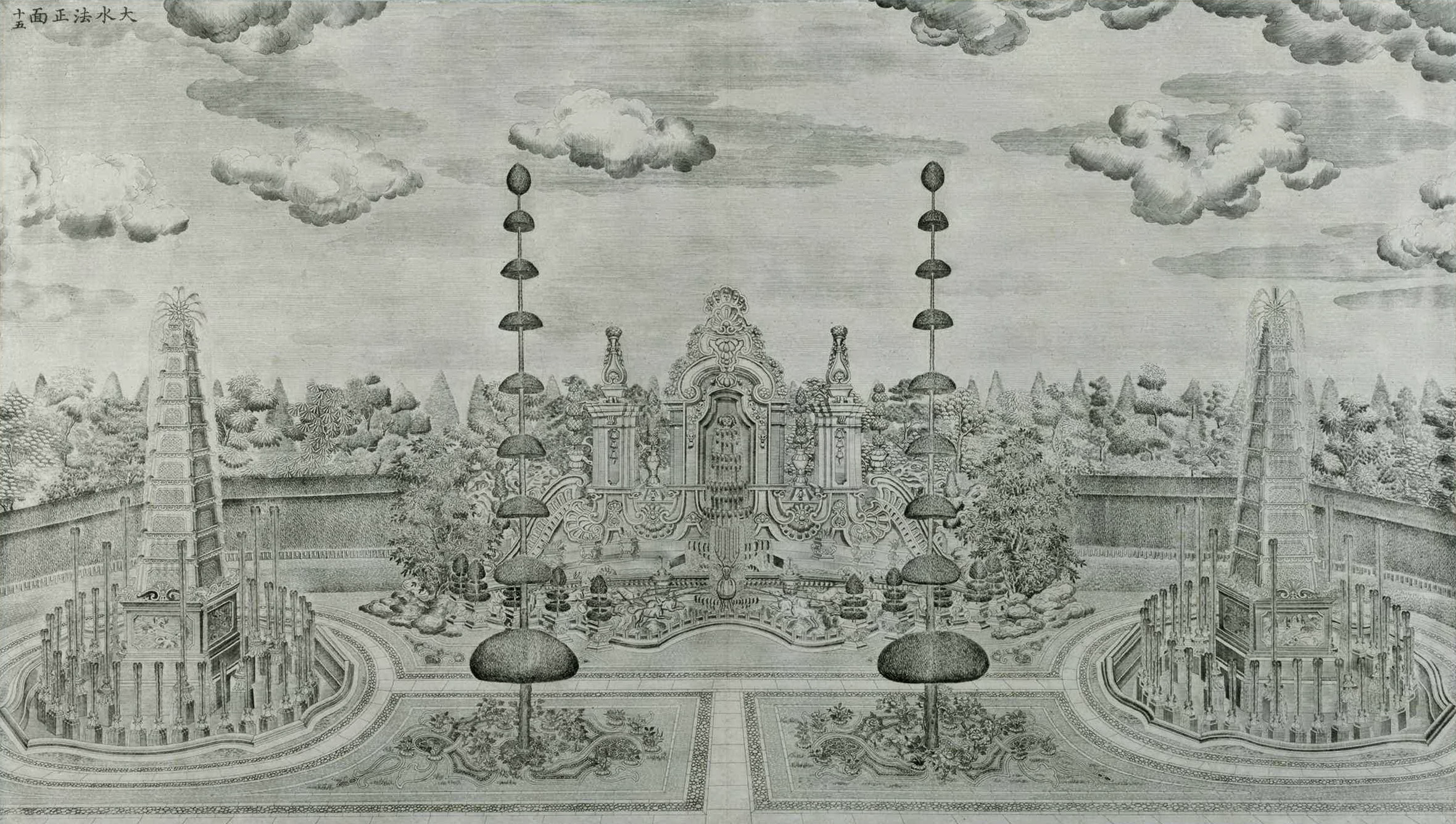
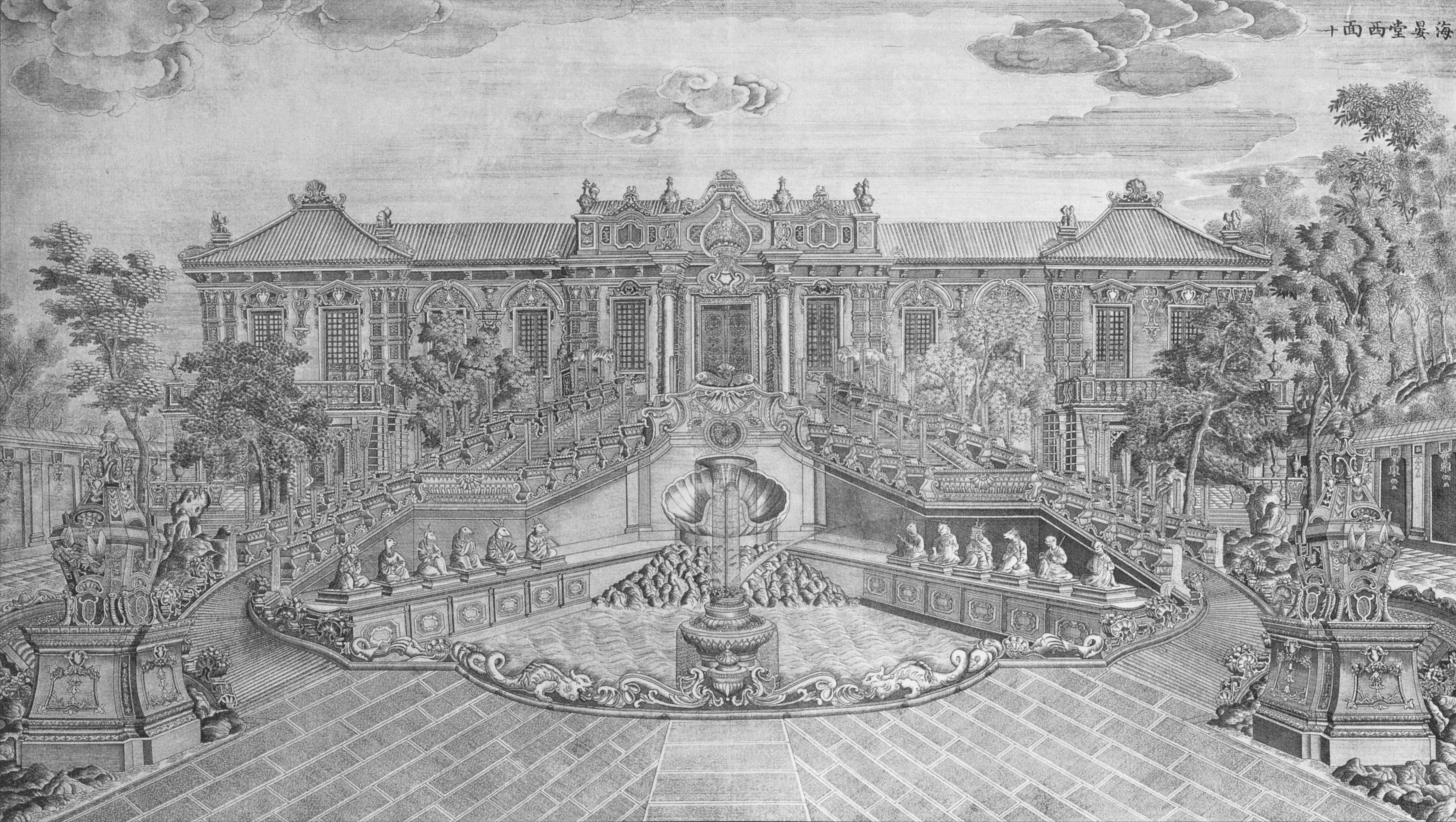
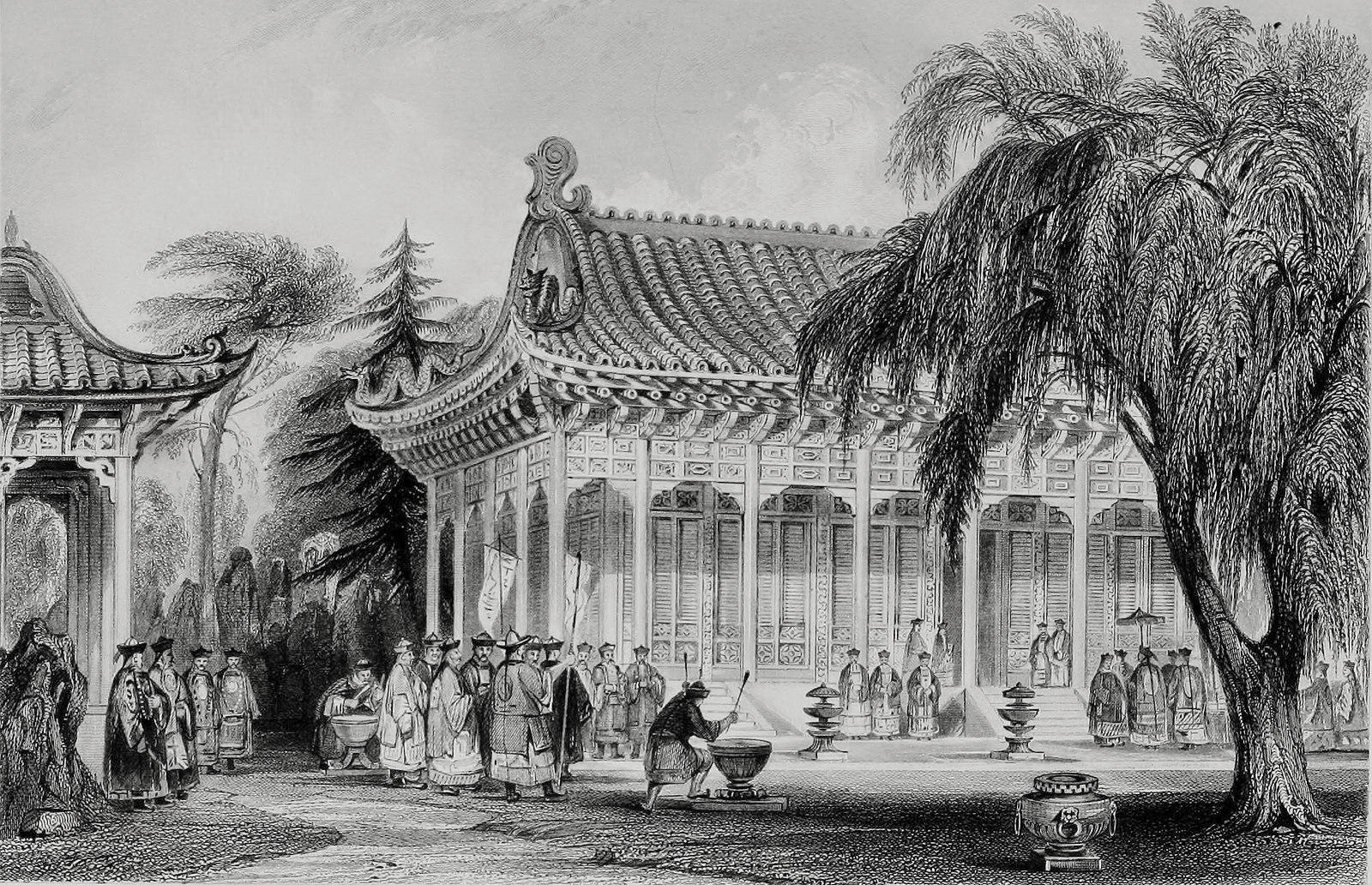

### Foto storiche

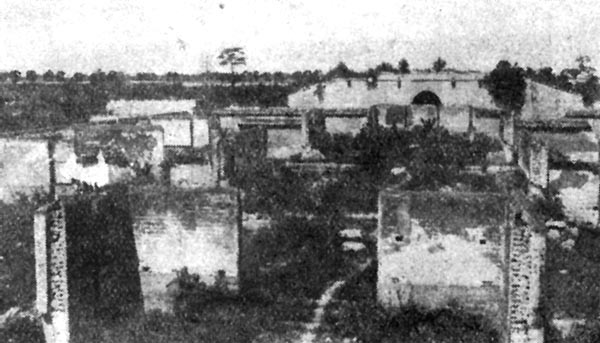
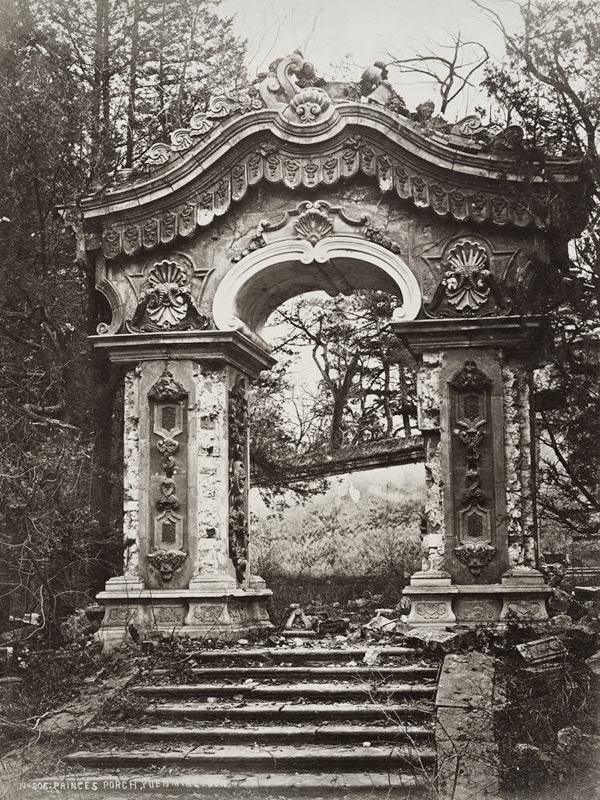
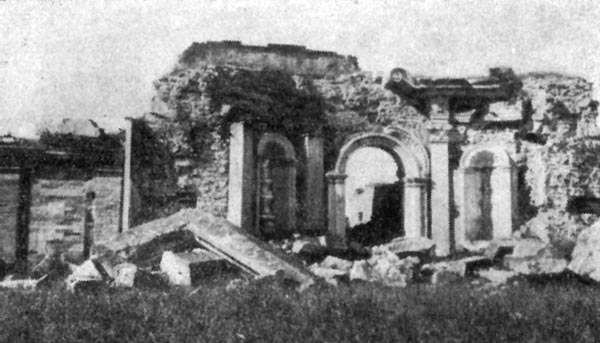
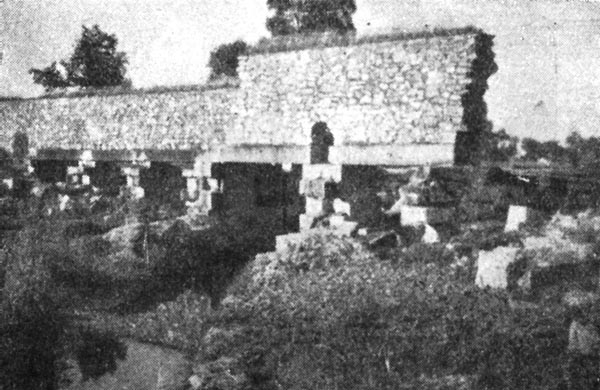

### Yuánmíngyuán al giorno d'oggi

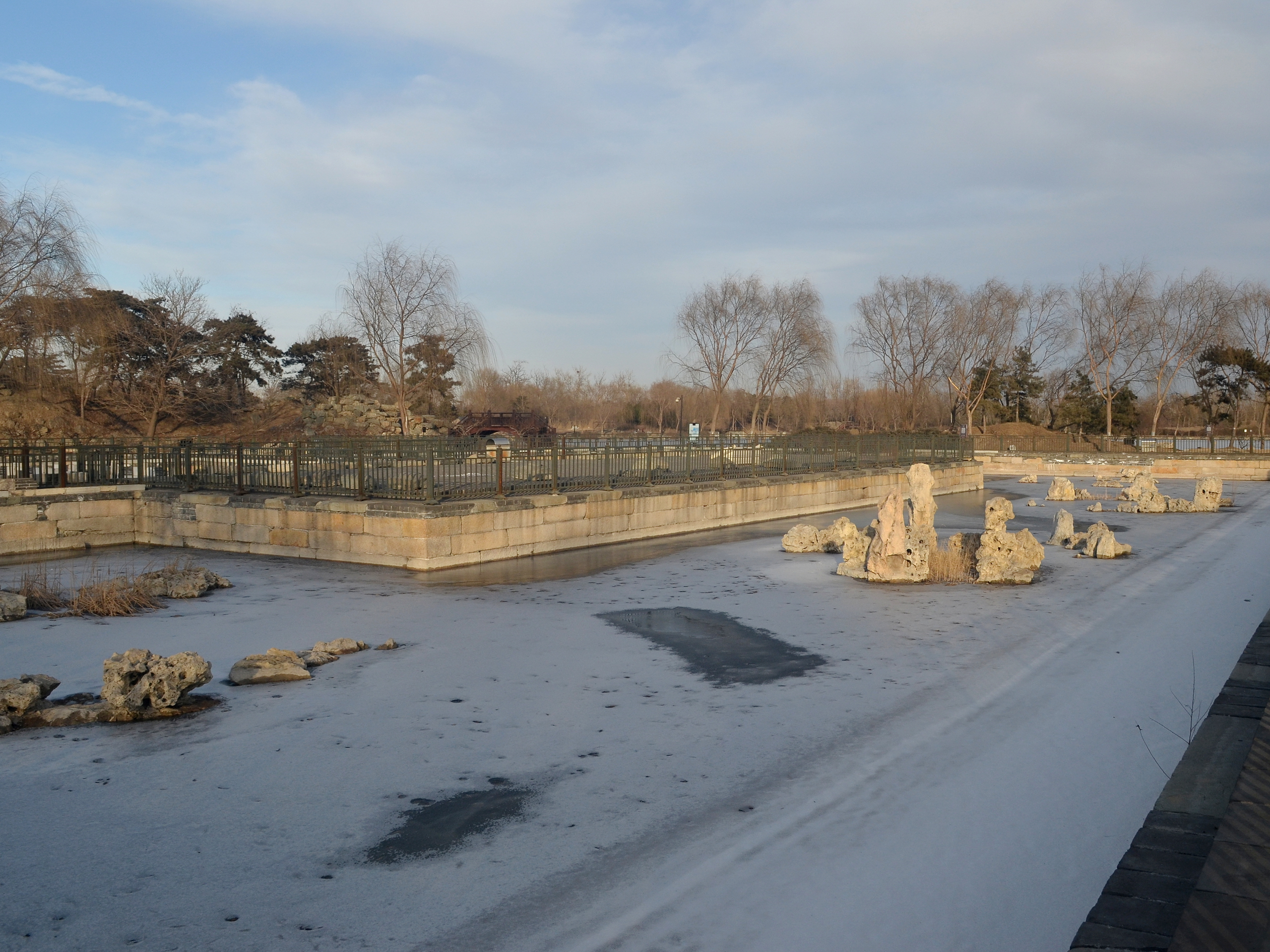
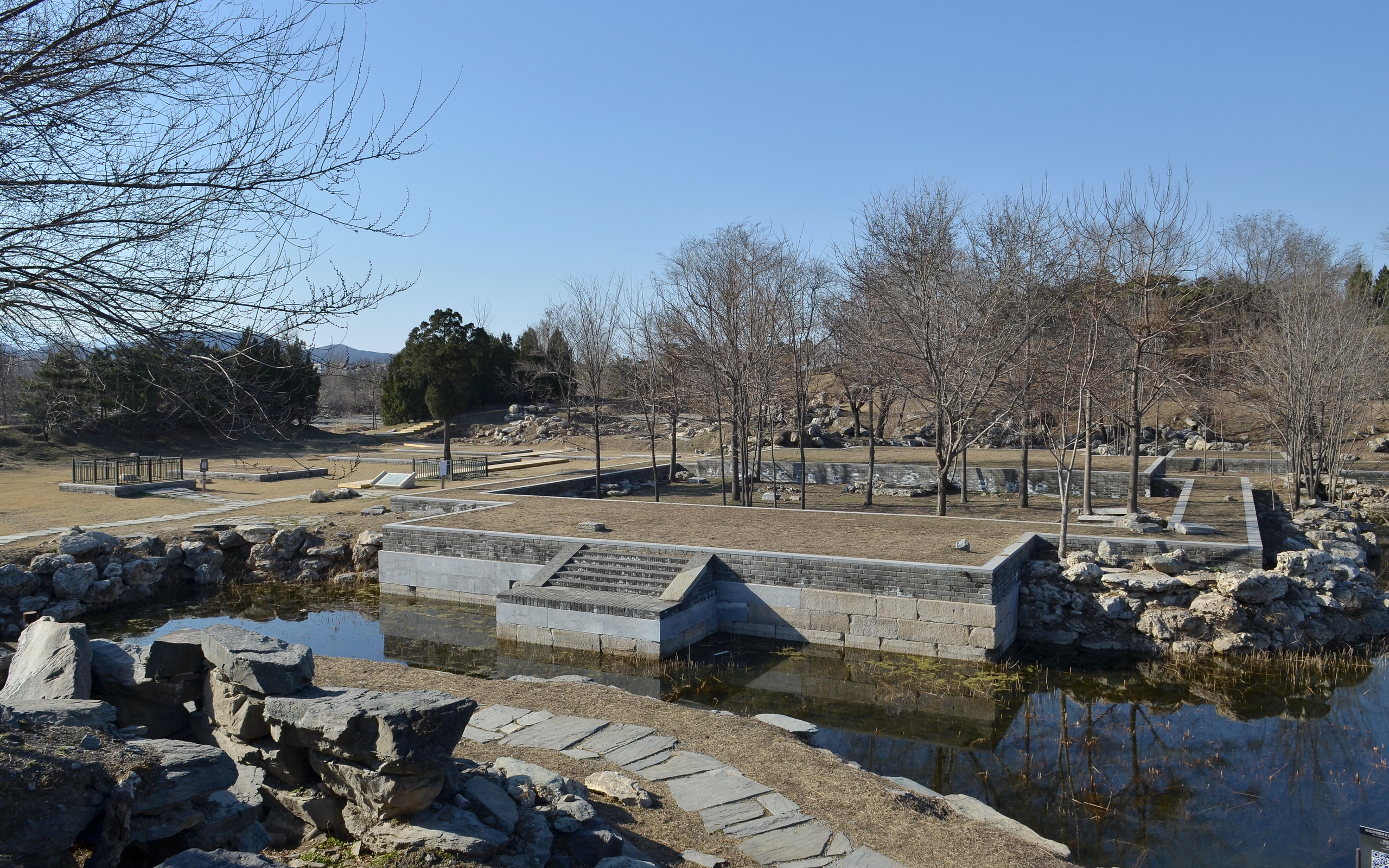
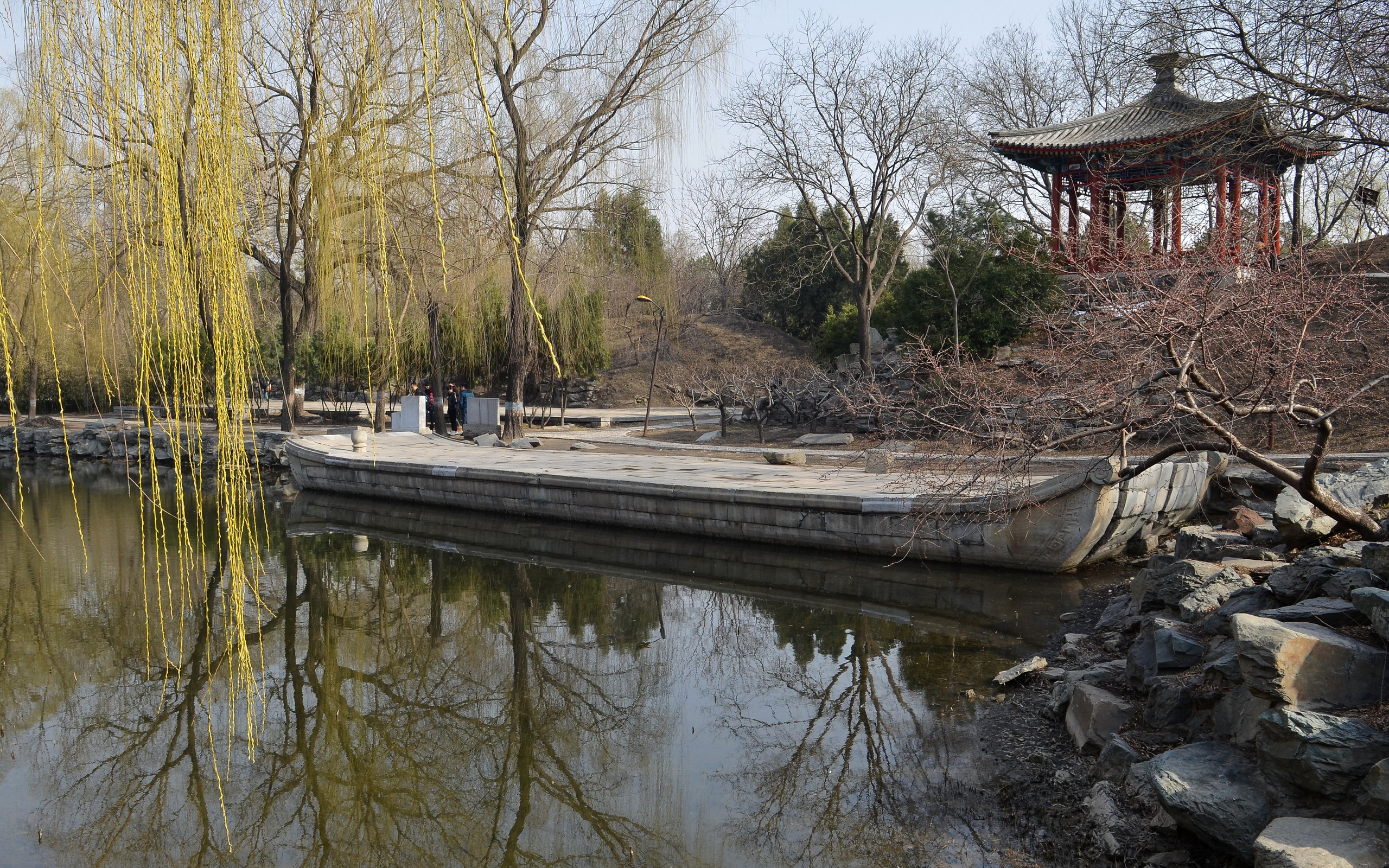
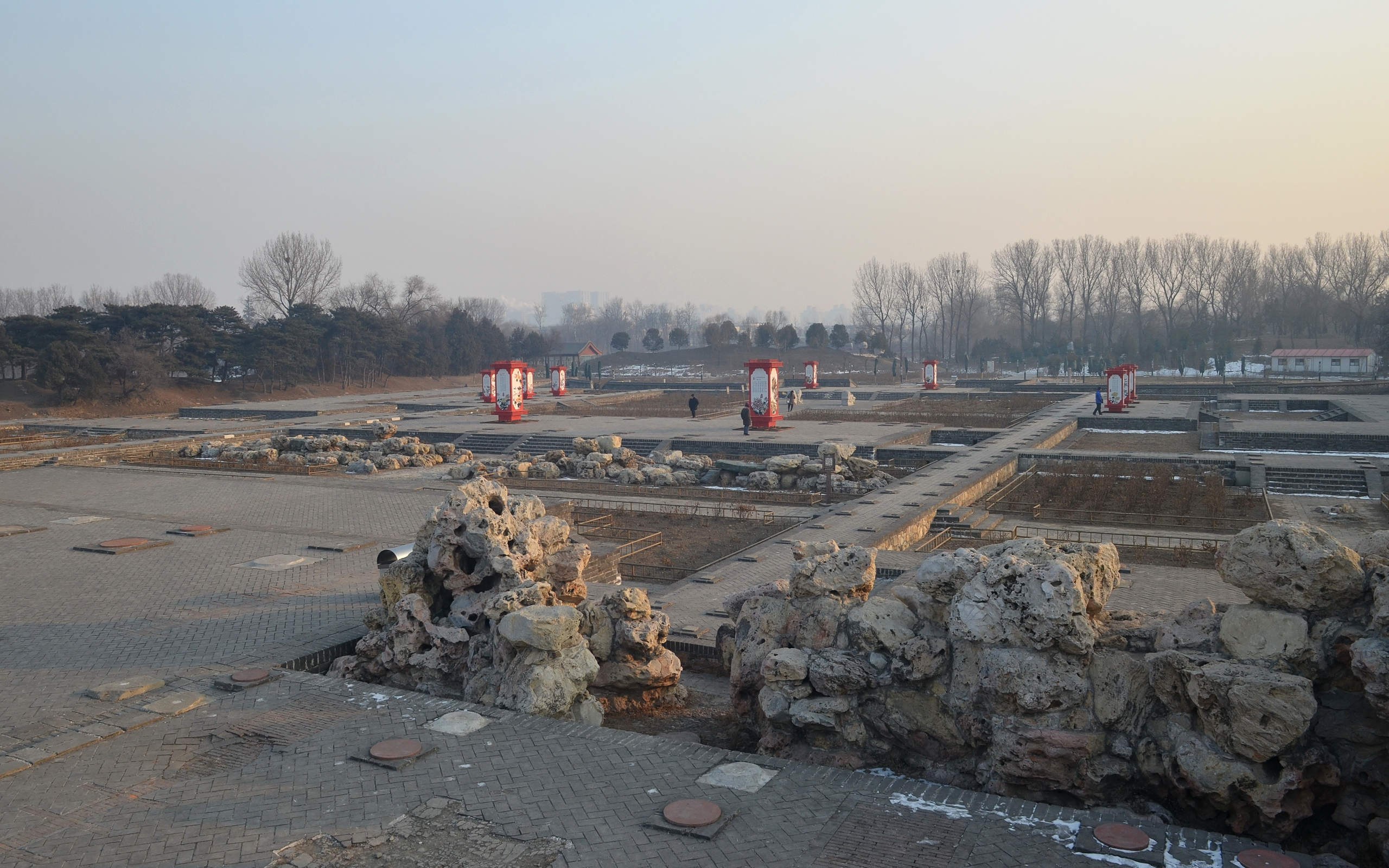
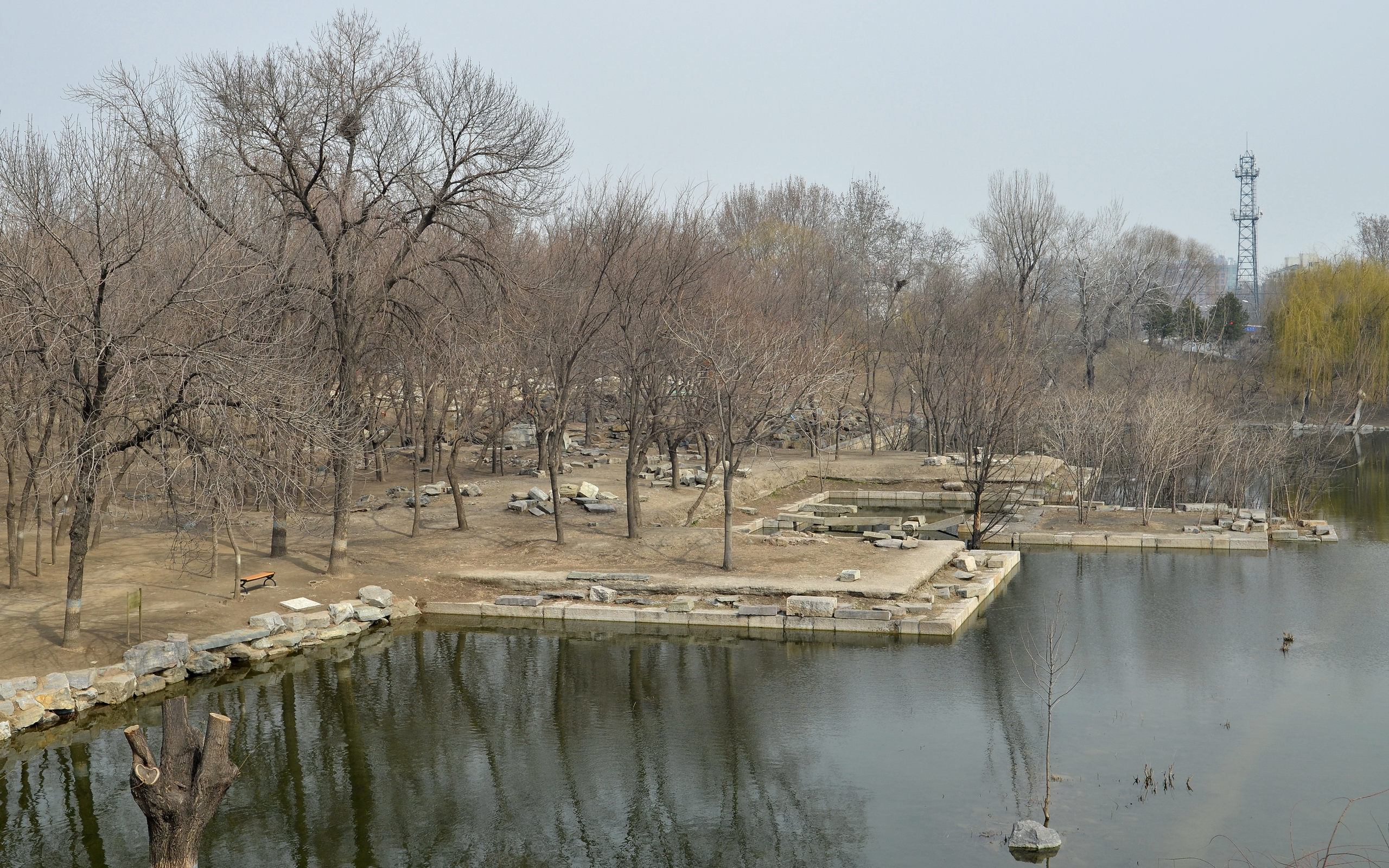
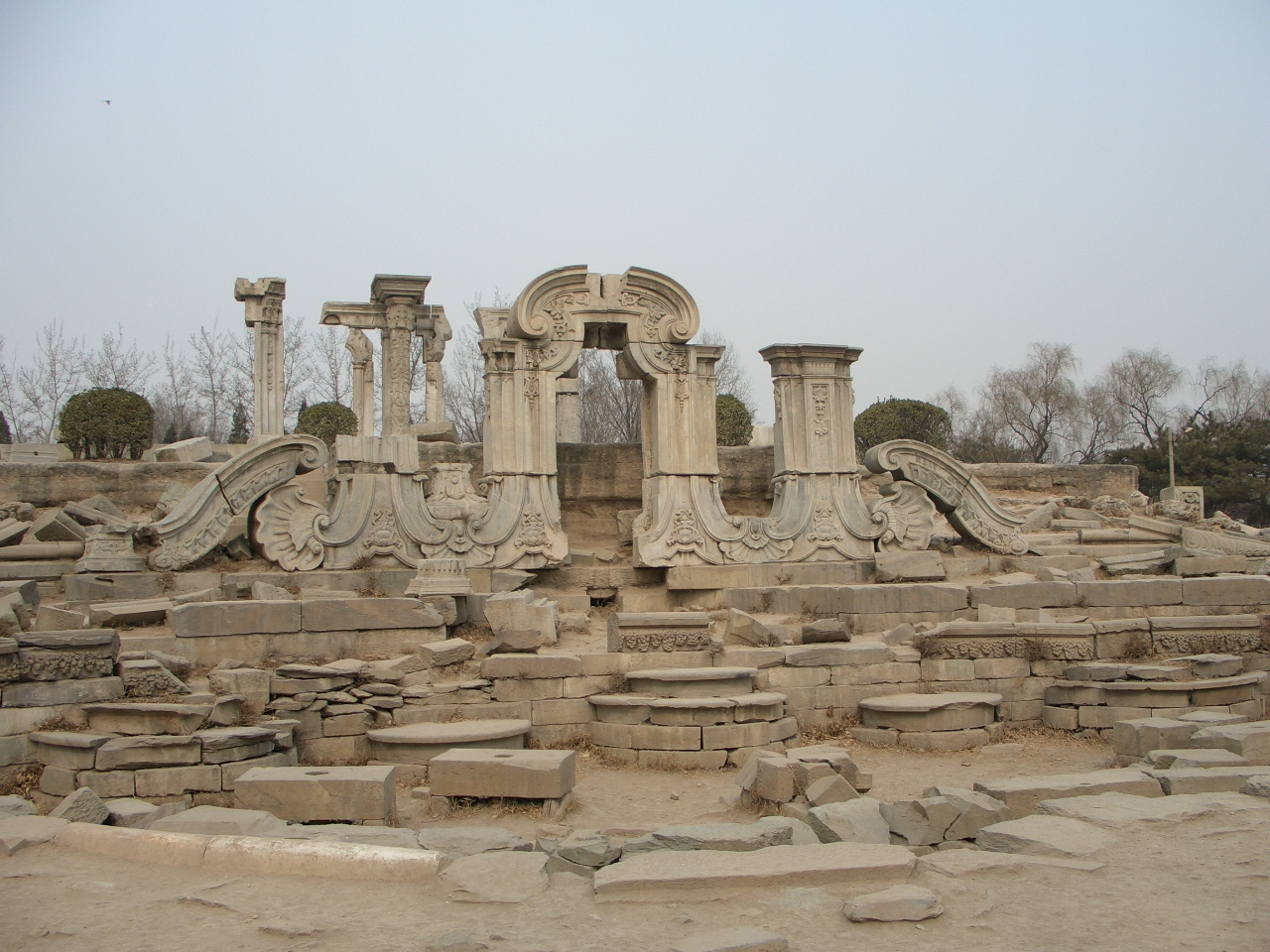
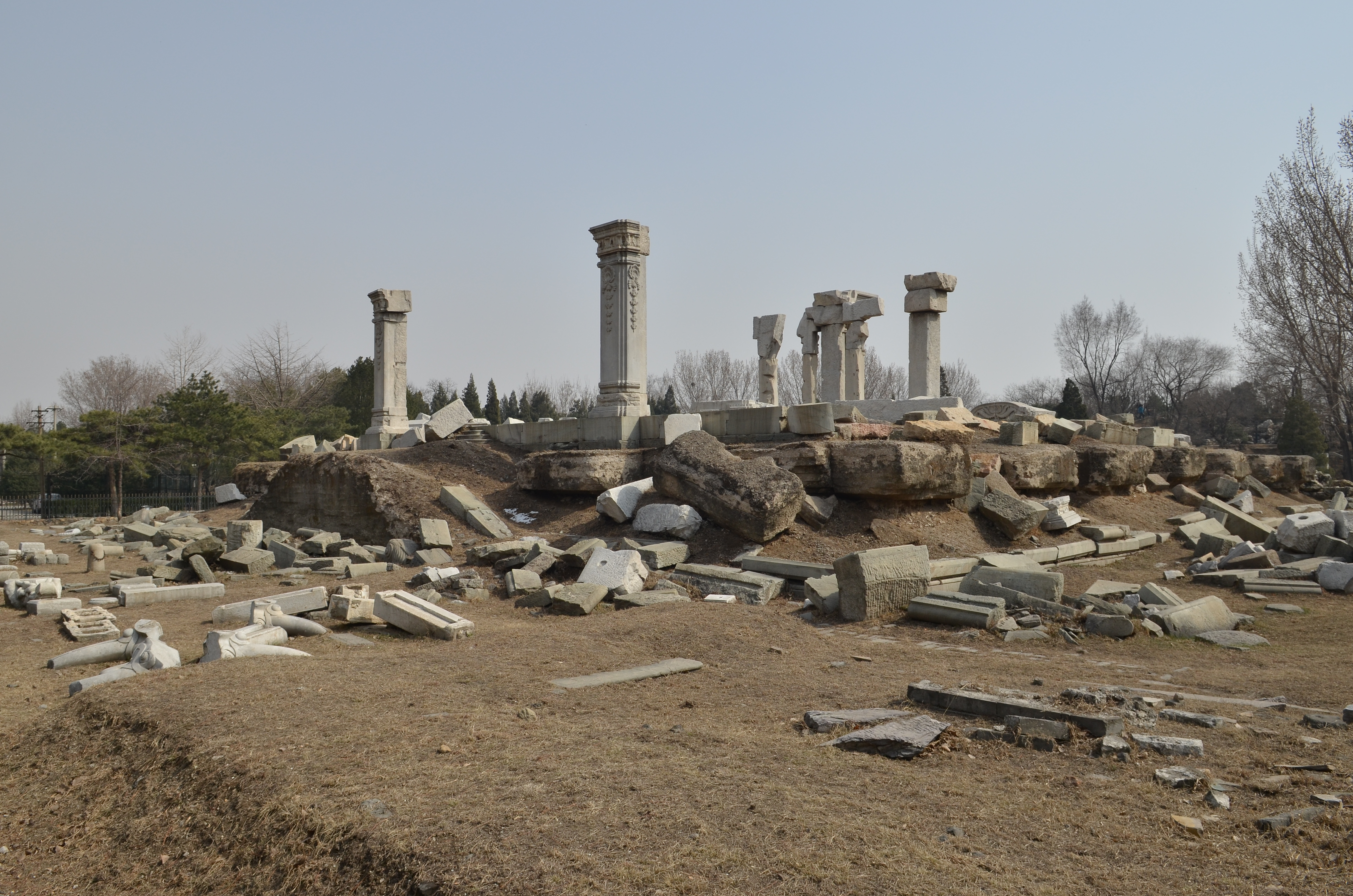
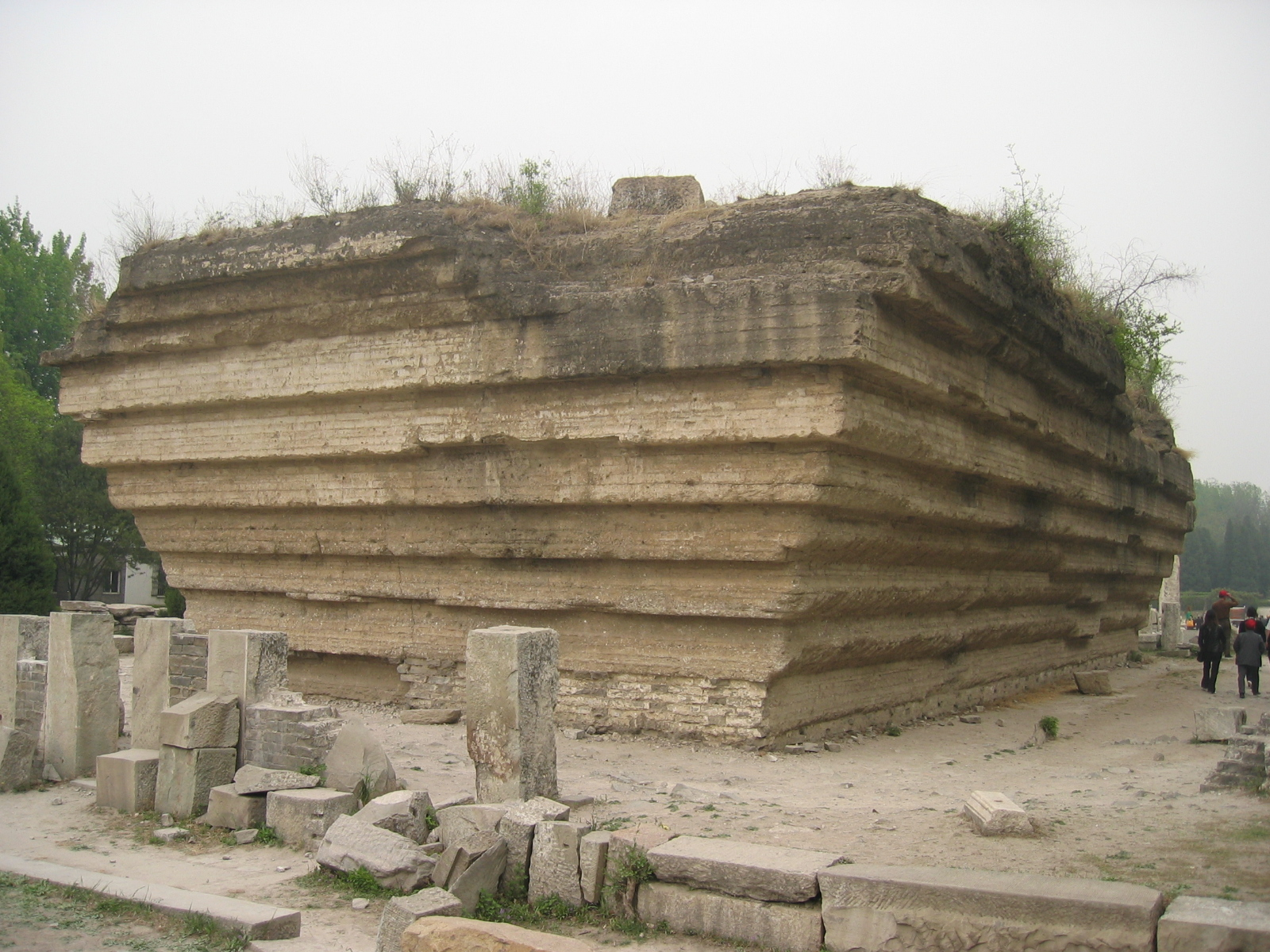
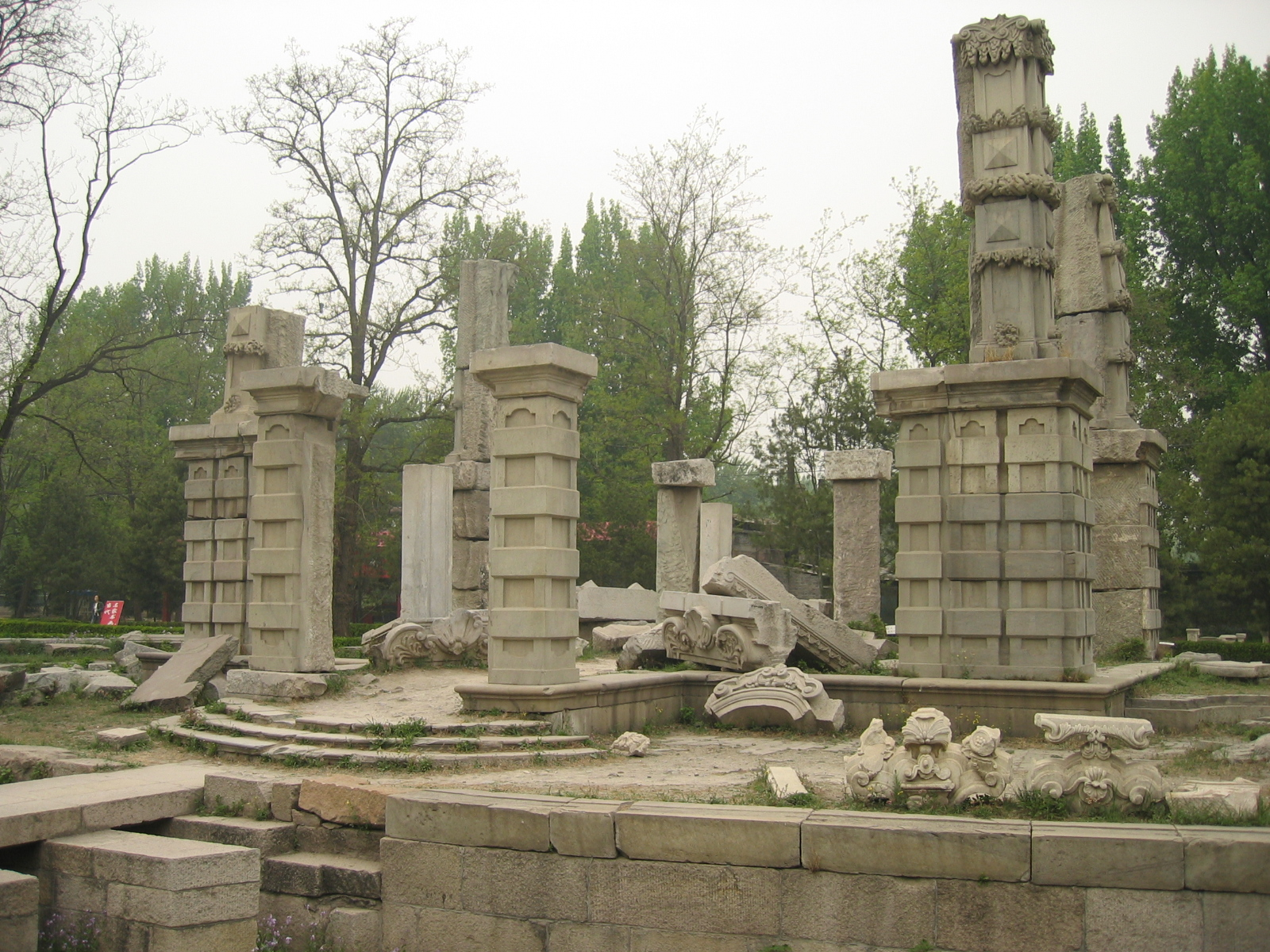
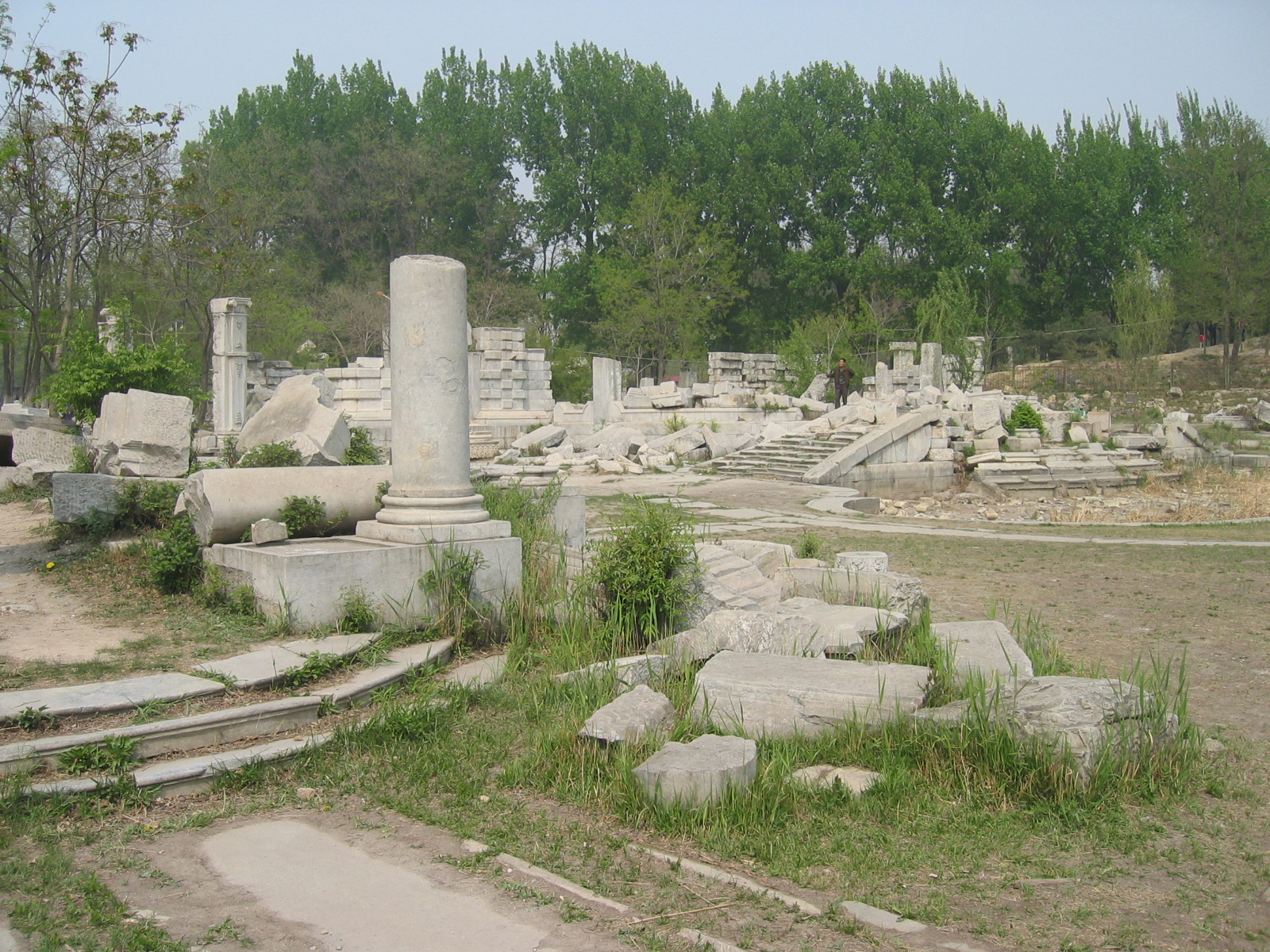
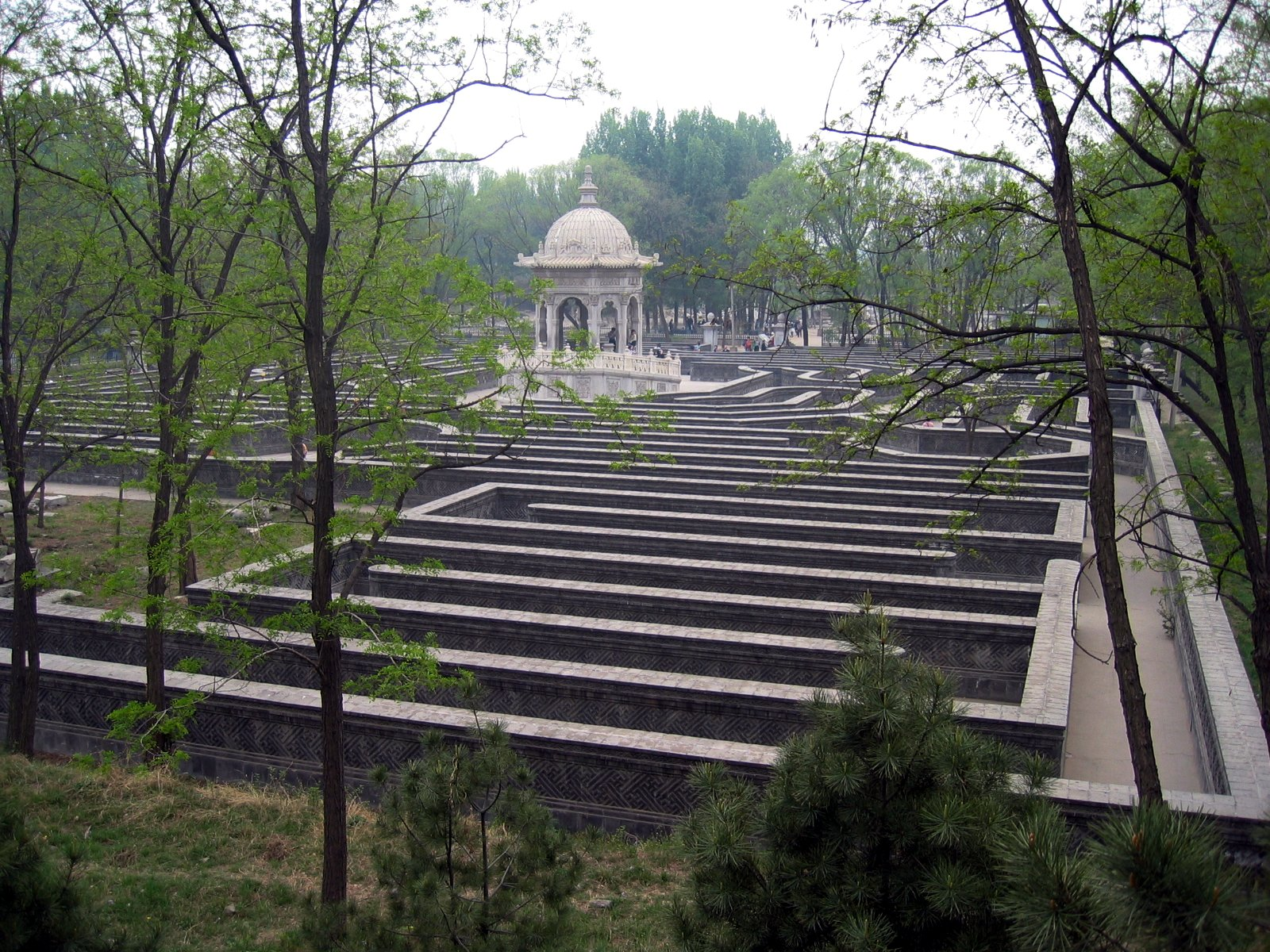
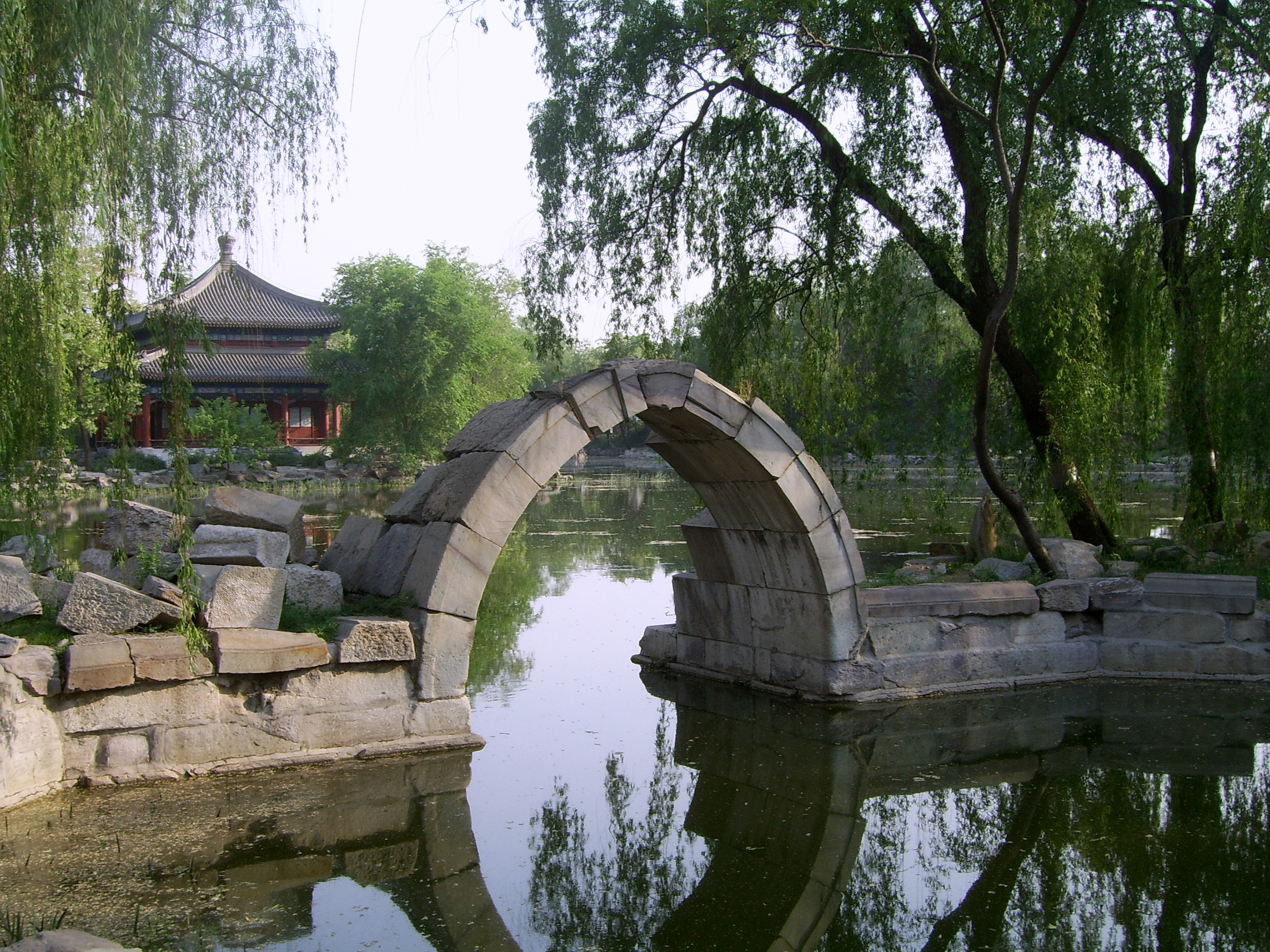
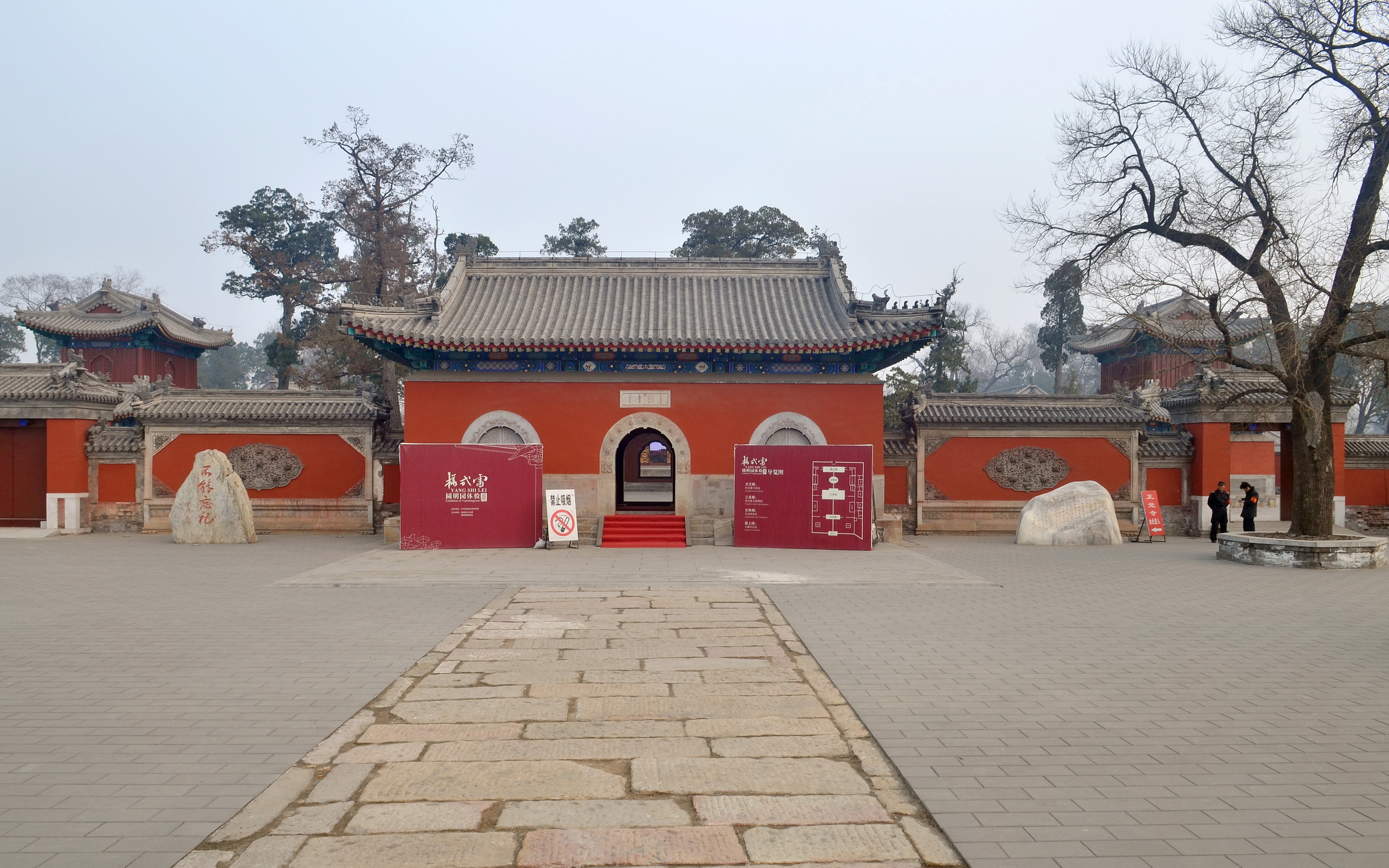